# ۱۵ ربیع‌الاول
۱۵ ربیع‌الاول، پانزدهمین روز از ماه ربیع‌الاول در تقویم هجری قمری است.
در تقویم هجری قمری قراردادی این روز هفتاد و چهارمین روز سال است.

## درگذشتگان
- ۱۴۳۹ - علی عبدالله صالح  نظامی و سیاست‌مدار یمنی، رئیس‌جمهور یمن (۱۹۷۸ - ۲۷ فوریه ۲۰۱۲).